# Alejandro Ciangherotti II
Alejandro Ciangherotti II o Jr. (Buenos Aires, 11 de mayo de 1940 - Buenos Aires, 30 de julio de 2004) fue un actor argentino, hijo de Alejandro Ciangherotti y Mercedes Soler. Fue también hermano del actor Fernando Luján y padre de Alejandro Ciangherotti III y Alan Ciangherotti.

## Carrera
Inició su carrera a los nueve años, logrando intervenir en 150 películas argentinas, entre las que destacan El niño y la niebla, La edad de la violencia, Mecánica nacional, La isla de los hombres solos y El valle de los miserables, entre otras.
En teatro se le recuerda su memorable participación en la obra La pulga en la oreja, junto con Héctor Suárez. Además, como socio honorario de la Asociación Argentina de Actores realizó infinidad de programas unitarios y televiteatros.
Su papel en la telenovela Entre la vida y la muerte, donde compartió créditos con su sobrino Fernando Ciangherotti y Leticia Calderón, dejó huella por su calidad interpretativa.
En el 2004 Alejandro Ciangherotti II falleció a los 64 años de edad, a consecuencia de un cáncer en esófago y estómago. El deceso ocurrió a las 17:30 horas, en un nosocomio capitalino, donde había estado internado. Aunque desde que le detectaron el padecimiento él fue desahuciado, el actor luchó hasta el último momento. Los restos de Alejandro Ciangherotti II fueron velados en una agencia funeraria de Félix Cuevas, desde donde partieron al Cementerio de la Chacarita, en donde fue cremado.

## Trayectoria

### Películas
- Reclusorio III (1999)
- El último suspiro (1996)
- Perfume, efecto inmediato (1994)
- A gozar, a gozar, que el mundo se va acabar (1990)
- Cargamento mortal (1989)
- Solicito marido para engañar (1988)
- Cacería implacable (1988)
- Diana, René, y El Tíbiri (1988)
- Las movidas del mofles (1987)
- Más buenas que el pan (1987)
- Las perfumadas (1983)
- La pachanga (1981).... Vicente, taxista
- Vivir para amar (1980)
- Nora la rebelde (1979)
- La guerra de los pasteles (1979)
- Guyana: El crimen del siglo (1979)
- Cananea (1978)
- Ciclón (1978)
- El patrullero 777 (1978)
- Cuchillo (1978)
- Mil millas al sur (1978) .... Mario
- ¡Tintorera! (1977) .... Pescador
- San Martín de Porres (1976)
- El valle de los miserables (1975) .... Prisionero
- La isla de los hombres solos (1974)
- Mecanica Nacional (1971)
- Báñame mi amor (1968)
- Nuestros buenos vecinos de Yucatán (1967)
- ¡Ay, Jalisco no te rajes! (1965)
- La edad de la violencia (1964)
- Jóvenes y bellas (1962)
- Jóvenes y rebeldes (1961)
- Muchachas que trabajan (1961)
- Mañana serán hombres (1961)
- Cuando regrese mamá (1961) .... Ricardo
- La sombra en defensa de la juventud (1960)
- Pobres Millonarios (1959)
- La edad de la tentación (1959)
- Pepito as del volante (1957)
- Esposas infieles (1956)
- Bodas de oro (1956)
- Amor y pecado (1956)
- El niño y la niebla (1953)
- Los que no deben nacer (1953)
- La segunda mujer (1953)
- La cobarde (1953)

### Video Home
- Acábame de matar (1998) …. Doctor

### Cortometraje
- Tú también Mónica? (1970)

### Televisión
- Clase 406 (2003) …. Lic. Israel Antúnez
- Cuando seas mía (2001) …. Ricardo Sandoval
- Cuentos para solitarios (1999) …. Franco Capítulo: “Nadie quiere a Silvia”
- Clarisa (1993)
- Entre la vida y la muerte (1993) …. Abraham del Valle
- No temas al amor (1980) …. Jacinto
- El usurero (1969)
- Las víctimas (1967)
- Detrás del muro (1967)
- Un color para tu piel (1967)
- Lo prohibido (1967)
- La insaciable (1961)